# 博仁大学
博仁大学（泰语：มหาวิทยาลัยธุรกิจบัณฑิตย์；英語：Dhurakij Pundit University，縮寫DPU），是位于泰国首都曼谷朗四縣的一所综合性私立大学，该大学由沙威·苏特比塔克博士和沙南·哥杜塔特创建于1968年，原為一所學院，1984年昇格為大學，是泰國最大的私立大學之一。现任主席：Darika Lathapipat。
拥有九個學院、研究所及國際學院，該校可授予碩士及博士學位。

## 國際合作
博仁大学與中國、澳大利亞、美國、日本、加拿大、法國、瑞典等國的大學有合作關係。INO負責建立國際交流計畫，包括教職員與學生。该校学历受中国教育部认证。

## 外部連結
- 泰国博仁大学英文介绍（页面存档备份，存于）
- 泰国博仁大学中文网站（页面存档备份，存于）
- 泰国博仁大学中国-东盟国际学院（页面存档备份，存于）